# 石橋絢彦

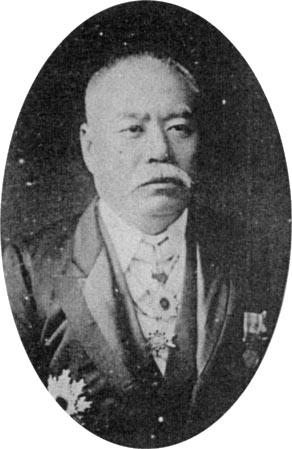
石橋絢彦

石橋 絢彦（いしばし あやひこ、嘉永5年12月27日（1853年2月5日） - 昭和7年（1932年）11月25日）は、日本の武士（幕臣）、土木技術者。工学博士。位階および勲等は従四位・勲二等。

## 経歴
幕臣与力の中井国蔵長親・中井ふくの五男として嘉永5年12月27日、江戸浅草新堀端に生まれる。元治元年、幕臣石橋和三郎福庵の養子となったが、義父福庵は明治元年4月2日失踪した。明治12年（1879年）工部大学校（現在の東京大学工学部）卒業。同年、下谷区仲御徒町に住する幕臣青山安保（義父福庵の異母兄）の長女の菊（文久3年6月28日生）と結婚。逓信省に出仕。イギリスに留学し灯台工事、その他の海上工事を研究する。帰国後工部省准奏人御用掛を仰せつけられ灯台局在勤を命ぜられた。
明治22年（1889年）神奈川県雇に転任、臨時横浜築港北水堤現場監督となる。明治24年（1891年）再び灯台局に復職し、航路標識管理所長兼同所技師長に転任した。明治27年（1894年）日清戦争が勃発すると大本営付を命ぜられ、対馬、五島五ヶ所へ灯台建設に従事した。明治37年（1904年）日露戦争の際には病を冒して渡韓、浮標設置、灯台建設に従事した。
明治43年（1910年）工手学校（現在の工学院大学）長に就任。
出雲日御碕灯台、水ノ子島灯台などを設計した。
横浜市の吉田橋を改修し、日本最初のカーン式鉄筋コンクリート橋を完成させた。
昭和7年1月25日卒去。墓所は台東区谷中の仏心寺。
長男は第三高等学校 (旧制)教授の動物学者の石橋栄達。

## 栄典
- 1895年（明治28年）11月18日 - 明治二十七八年従軍記章[2]